# María del Carmen Ramírez García
María del Carmen Ramírez García (Toluca, Estado de México), más conocida como Maricarmen Ramírez, es una política mexicana, miembro del Movimiento Regeneración Nacional, fue senadora por Tlaxcala al Congreso de la Unión desde 2000 a 2006. 

## Biografía
Maricarmen Ramírez es egresada de la Facultad de Ciencias Políticas y Sociales de la Universidad Nacional Autónoma de México, está casada con Alfonso Sánchez Anaya, gobernador de Tlaxcala de 1999 a 2005.  

## Carrera política

### Senadora por Tlaxcala (2000-2006)
En el 2000, fue postulada por el Partido de la Revolución Democrática en primera fórmula al senado de la república por Tlaxcala, sin embargo, fue derrotada por la fórmula que integraron Joaquín Cisneros y Mariano González Zarur; logrando el escaño por la vía de la Primera Minoría.

### Candidata a gobernadora de Tlaxcala (2004)
La mayor controversia se dio cuando en 2004 anunció que buscaría ser candidata del PRD a Gobernadora de Tlaxcala, lo que significaba ser sucesora de su esposo, el PRD, que se había opuesto radicalmente a cualquier posibilidad de que la esposa del presidente Vicente Fox, Martha Sahagún fuera candidata a sucederlo, trató de impedir su candidatura, sin embargo ella ganó la elección interna y fue posteriormente ratificada por el Tribunal Electoral del Poder Judicial de la Federación (en realidad nada le impedía legalmente ser candidata, pues la Ley Mexicana no excluye a familiares del gobernante en turno, sin embargo, sus opositores la cuestionaban por ética política) por lo que fue candidata, sin embargo tuvo en contra a la propia dirección nacional de su partido, en las Elecciones de 2004 quedó relegada al tercer lugar de la preferencias electorales, por detrás del ganador por muy estrecho margen, el ex priísta Héctor Ortiz Ortiz (del PAN-PT-PJS-PCDT) y del candidato del PRI-PVEM Mariano González Zarur.